# 弗朗索瓦·勒戈
弗朗索瓦·勒戈（François Legault，1957年5月26日—），部份中文媒體譯為黎高特，加拿大政治人物，2018年起任職第32任（即現任）魁北克省省長，2011年起擔任魁北克未來聯盟黨魁，為該黨的創始領袖。他從2012年起任職魁北克省議會拉松普雄選區議員，1998年至2009年間則以魁人黨黨員身份任職省議會盧梭選區議員，並曾於魁人黨執政期間出任魁省內閣廳長。他是魁省自1970年起首位代表魁人黨或魁北克自由黨以外政黨的省長。從政前他活躍商界，曾參與創辦越洋航空。

## 早年生活和事業
勒戈於1957年在蒙特婁出生，父親呂西安（Lucien Legault）任職郵政管理員，母親寶琳（Pauline Schetagne）為家庭主婦和超市收銀員。他在蒙特婁島的貝爾維尤聖安妮（Sainte-Anne-de-Bellevue）長大，1978年從蒙特利尔高等商学院獲取工商管理學士學位，1984年再從該校獲取工商管理碩士學位。
他從1978年起在安永任職核數師，1984年改到國家航空（Nationair）任職財務和行政總監，1985年轉任魁北克航空（Québécair）市場推廣總監。他於1986年與兩名合夥人創辦越洋航空，並擔任該公司行政總裁至1997年。

## 從政

### 魁人黨
勒戈其後轉投省政，尚未贏取省議會議席時已於1998年9月23日獲省長和魁人黨黨魁布薩（Lucien Bouchard）任命為魁北克工商、科學和科技廳長。他在同年11月30日舉行的省選中代表魁人黨贏取盧梭選區（Rousseau）議席，首度晉身省議會，再於同年12月15日獲任為教育廳長和庫務局副主席。朗德里（Bernard Landry）於2002年1月接替布薩出任省長和魁人黨黨魁，並調任勒戈為衛生和社會服務廳長。
勒戈於2003年省選中連任盧梭選區議員，但魁人黨則敗予自由黨並成為官方反對黨；他在該屆省議會出任官方反對黨經濟和財政評議員。魁人黨在2007年省選表現更見差劣，敗予自由黨之餘更落後魁北克民主行動黨，淪為省議會第三大黨；連任省議員的勒戈則繼續擔任魁人黨的經濟和財政評議員。
自由黨少數政府於2008年末倒台後觸發省選，這次魁人黨表現稍有改善並再度成為官方反對黨，連任的勒戈則繼續其評議員職務。然而，勒戈逐漸對魁人黨的在野地位感到沮喪，因此於2009年6月宣布辭去省議員職務並離開政壇。當時有部份政治分析員認為勒戈日後可角逐魁人黨黨魁。

### 魁北克未來聯盟
2011年2月，勒戈與西華（Charles Sirois）創辦非牟利組織魁北克未來聯盟（Coalition pour l'avenir du Québec），而該組織則於同年11月正式組結為政黨，法文名簡化為（CAQ），勒戈出任創始黨魁。該黨宣稱不屬左翼或右翼，並倡議擱置就魁北克主權問題繼續爭坳，改為集中以魁北克最佳利益為本來行事。在自由黨政府面對貪腐指控的背景下，CAQ提出的主要政綱包括改善教育系統、維持醫療系統質素、籌備計劃讓魁北克人民主宰魁北克的經濟發展、推廣法語和魁北克獨特文化、以及確保公職人員廉潔奉公。勒戈身為魁人黨黨籍議員時支持魁獨，但承諾CAQ若掌政的話不會再次舉辦魁獨公投。他表示現在相信魁北克應留在加拿大聯邦，但承諾CAQ掌政下將歇盡所能捍衛魁北克利益，並向聯邦政府爭取更多權力。
CAQ於2012年2月與魁北克民主行動黨合併，而省議會内四名獨立議員亦加入CAQ。在2012年9月舉行的省選中，勒戈代表CAQ競逐拉松普雄選區（L'Assomption）議席，成功當選重返省議會，而CAQ則贏取19個議席成為省議會第三大黨。CAQ的得票率為27%，僅落後官方反對黨自由黨數個百分點。
勒戈於2013年秋季發表著作《為一個成功的魁北克鋪路：聖羅倫斯項目》（Cap sur un Québec gagnant: Le Projet Saint-Laurent），當中倡議魁北克人民仿傚加州硅谷，憑創新思維、高質素教育系統和創業精神將聖羅倫斯河和聖羅倫斯海道塑造成魁北克經濟發展的基石；這些觀點轉化成CAQ的2014年省選政綱。CAQ在該屆省選贏取22個議席，仍為省議會第三大黨，但成功從魁人黨贏取數個蒙特婁郊區議席，從而在蒙特婁地區立足。
2018年省選，勒戈帶領未来联盟贏取74個議席，首次成為執政黨並獲取多數政府地位。連任拉松普雄選區議員的勒戈於同年10月18日宣誓就任第32任魁北克省省長，成為1970年後首位非自由黨或魁人黨黨籍省長。
2022年省選，勒戈帶領魁北克未来联盟的再次赢得多數政府繼續執政。

## 省長生涯

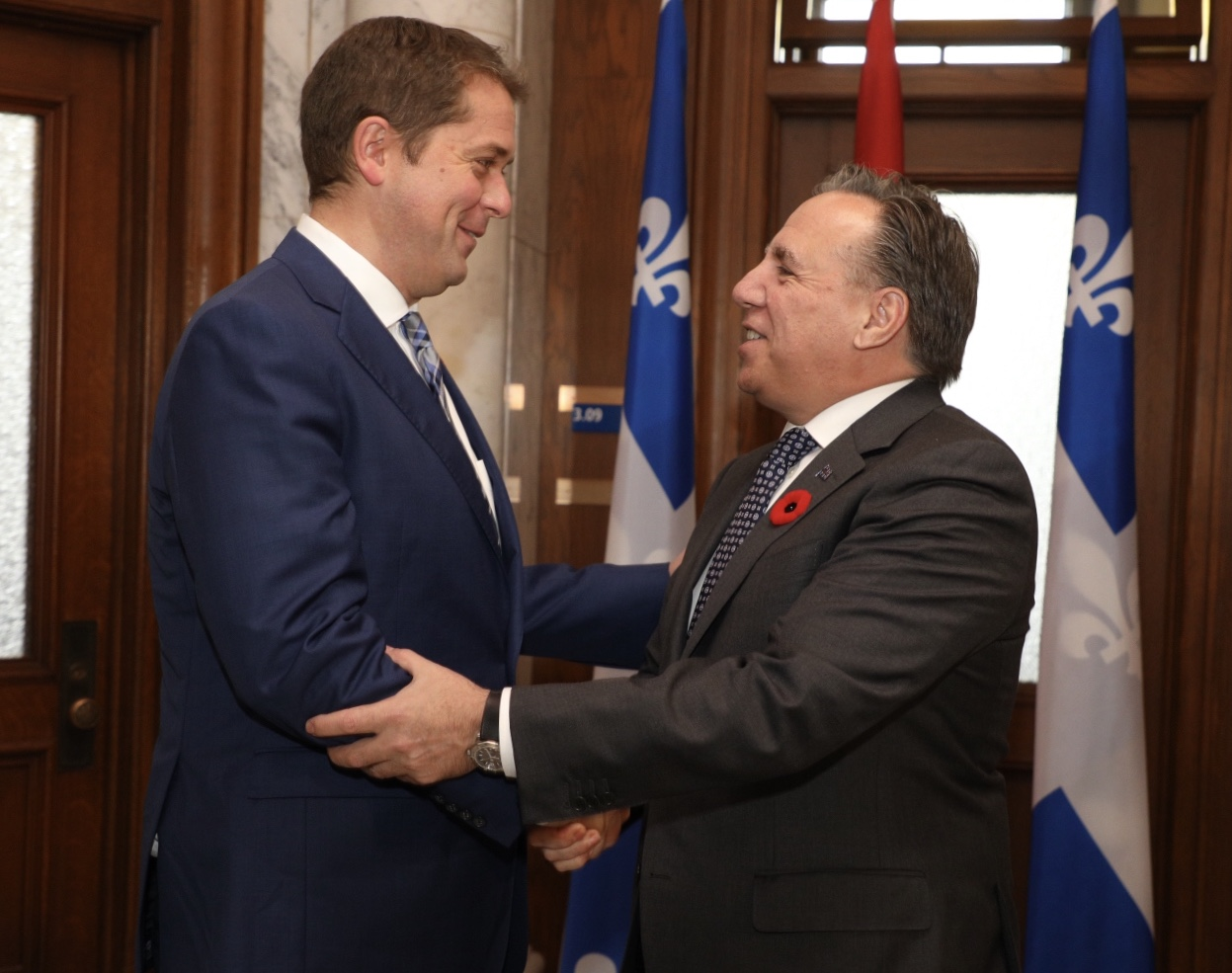
勒戈與聯邦保守黨黨魁熙爾會面（攝於2018年）

### 宗教飾物
為兌現競選承諾，CAQ政府於2019年3月在省議會引入第21號法案，禁止從事權威職位的公務人員佩帶具有宗教性質的飾物，牽涉職位包括警員、監獄看守員、檢控官、政府律師和法官、校長和教師。CAQ政府表示將引用《加拿大權利與自由憲章》中的但書條款，以免法庭推翻第21號法案。在魁人黨支持下，法案於同年6月以73票對35票獲得通過。

### 移民政策
勒戈宣布魁北克移民配額於2019年下調至4萬人，並於同年引入移民價值觀審查。

### 原住民族
就魁北克政府過去歧視第一民族和因紐特人的作為，勒戈於2019年10月向那些民族致歉。他承認道歉只是第一步，並指當局需多花工夫破解兩者間的隔礙和解決長年積累的問題。

## 對外連結
- （法文）魁北克省議會網站 弗朗索瓦·勒戈議員簡介 （页面存档备份，存于）